# Стад Бриошен
„Стад Бриошен“ (на френски: Stade Briochin) известен още като Бриошен, е френски футболен клуб от град Сен-Бриен, префектура Кот д'Армор, регион Бретан. Играе мачовете си на стадион „Фред-Обер“ в Сен-Бриен с капацитет 10 600 места.  

## История
Клубът е основан през 1904 година. Градът и клубът носят името на уелския свещеник Бриок, живял през V век. Той става и първи абат на Сен-Бриен и един от седемте светци-основатели на винарския регион Бретан. Клубът никога не е бил в най-високото ниво на Франция. От 1993 до 1997 играе в Лига 2, но е изваден от професионалния футбол на 24 март 1997 поради натрупани дългове. В резултат от това „жълто-сините“ са захвърлени чак в седмата дивизия на Франция. Оттогава постепенно се изкачват нагоре и през 2020 са членове на Трета дивизия (Насионал), но то не трае дълго и те изпадат в Насионал 2.
Най-големият им успех е 1/4 финалът им през 2025 с ПСЖ за Купата на Франция. До него те достигат елиминирайки три професионални отбора: втородивизионните „Льо Авър“ и „Анси“ и първодивизионния „Ница“. Преди това те достигат до 1/8 финал през 1978 година, като на 1/16 финалите отстраняват „Нанси“ с Мишел Платини.
Звездата на отбора е Гийом Алану. Той е президент и треньор на клуба. Прекарва като футболист 10 години в него и завършва кариерата си там. Играл е с тях във Втората дивизия на Франция.

## Предишни имена
| Години    | Име                                                          |
| --------- | ------------------------------------------------------------ |
| 1904-1912 | Стад е Велос Клуб бриошен“ Stade et Véloce Club briochin     |
| 1912-1945 | „Стад бриошен юниверсите клъб Stade briochin université club |
| 1993-1997 | Сен-Бриюк-Кот-д'Армор Saint-Brieuc-Côtes-d'Armor             |

## Успехи
- Лига 2, група А: (2 ниво)
  - 6-то място (1): 1993/94
- Насионал, група А: (3 ниво)
  -  Вицешампион (1): 1995/96
- Насионал 2: (4 ниво)
  -  Шампион (1): 2019/20
- Купа на Франция
  - 1/4 финалист (1): 2024/25
  - 1/8 финалист (1): 1977/78
- Купа на лигата
  - 1/16 финалист (1): 1994/95

- Купа Гамбардела
  - 1/4 финалист (1): 1966
- Купа на Бретан
  -  Финалист (2): 1992, 2017 (с резервен отбор)